# Finsch (kráter)
Finsch je malý nezřetelný kráter o průměru 4 km nacházející se v centrální části Mare Serenitatis (Moře jasu) na přivrácené straně Měsíce v oblasti hojné na mořské hřbety a vrásy. Je prakticky celý zaplaven lávou. Nedaleko od něj (západně) se táhne mořský hřbet Dorsum Azara. Jiho-jihozápadně leží malý impaktní kráter Deseilligny, jihozápadně kráter Bessel a severo-severozápadně pak kráter Sarabhai.

## Název
Je pojmenován podle německého zoologa Otto Finsche.